# 東京オリンピック記念貨幣
東京オリンピック記念貨幣 （とうきょうオリンピックきねんかへい）とは、1964年（昭和39年）10月10日より開催された、第18回夏季オリンピックである東京オリンピック大会を記念して、発行された銀貨であり、記念貨幣としては日本初のものである。1000円銀貨および100円銀貨の2種類が発行された。

## 概要

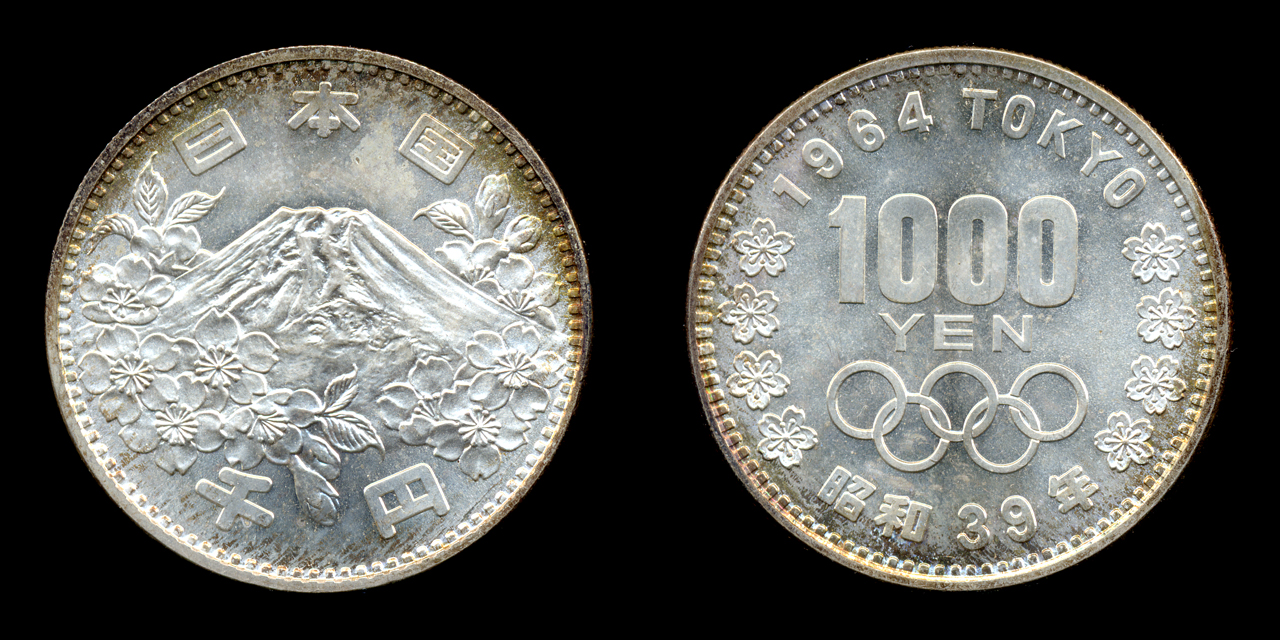
東京オリンピック記念1000円銀貨

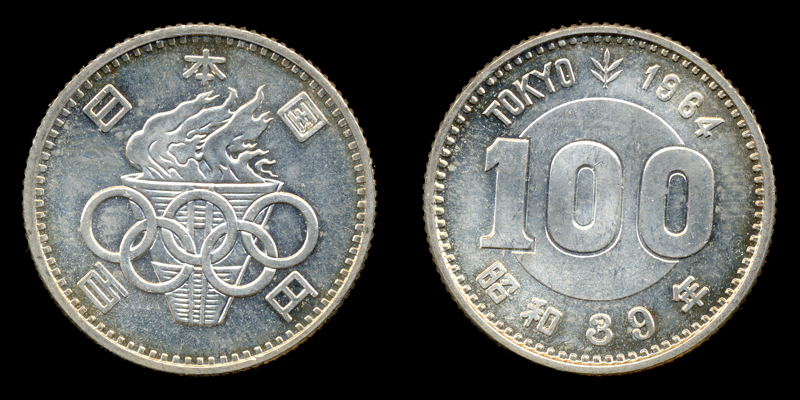
東京オリンピック記念100円銀貨

日本で初の開催となった第18回夏季オリンピック東京大会の記念貨幣の発行が、1964年（昭和39年）2月14日、池田首相の決断により閣議決定された。当初は100円銀貨を発行する計画であったが、当時高度経済成長真っ只中にあり、通貨需要が飛躍的に伸び通常貨幣の大増産を行っている中、造幣局における100円銀貨の製造能力の関係上、直径、量目および材質は100円通常貨幣と同等のものとされた。また昭和39年度（1964年4月-1965年3月）の100円貨幣発行計画分8000万枚を全て記念貨幣とし、既存の設備を流用して政令による図案のみの変更で発行することとなった。また当時、電子部品配線用および写真感光材料など世界的な銀需要の伸びの背景による銀貨発行の制約もあった。しかし東京オリンピック組織委員会の強い要望により、より高額でサイズの大きな銀貨の発行が検討された。
当時の貨幣発行の根拠法として機能していた臨時通貨法に臨時補助貨幣として規定されていた有効な貨種は、1円、5円、10円、50円、100円の5種類であったため、1000円の額面の貨幣を発行するためには特別立法が必要であった。そのような状況の中4月20日に「オリンピック東京大会記念のための千円の臨時補助貨幣の発行に関する法律」（昭和39年法律第62号）を制定するに至り1000円銀貨の発行となった。造幣局内での貨幣製造は繁忙を極めていたため、この1000円銀貨製造では円形作成までの段階の作業は民間会社に委託された。
発行枚数は、1000円銀貨は各世帯に1枚、100円銀貨については国民一人当たり1枚を目安として決められたものであった。100円銀貨の図案は公募によるもので2月21日に新聞、テレビ、ラジオ、官報などで広報され、4月6日に応募作品3万0512点の中から聖火および五輪をデザインに取り入れた前島昌子の作品が1席に入選となり採用された。1000円銀貨の図案は造幣局内で作成され、日本を象徴する富士と桜をデザインしたものである。

## 記念貨幣発行に対する反響
記念貨幣の引換えは大会直前から始まり、100円銀貨は1964年（昭和39年）9月21日、1000円銀貨は同年10月2日から金融機関の窓口で両替という形式で交付された。1000円銀貨については引換え当日から長蛇の列ができ、間もなく品切れとなり、直ちにプレミアムつきで貨幣商で販売されるという反響振りであった。100円銀貨については発行枚数が多かったため、一部は稲穂通常100円銀貨とともに流通した。
この記念貨幣発行の成功により、発行による120億円に上る収入の一部を大会運営費に充当することができた。その後、この成功をきっかけに1970年（昭和45年）の日本万国博覧会の記念貨幣を始めとして、記念貨幣の発行が相次ぐようになり、諸外国と比較して大量の発行枚数、金融機関における両替による発行という形式がしばらく定着することになる。当初はこのような大量発行であっても、多くの国民が記念貨幣に関心を持ちプレミアムさえつき、発行量を充分受け入れられる状況であった。
また日本初の記念貨幣発行は貨幣収集ブームのきっかけとなり、収集貨幣の相場は上昇し投機的となり、1973年（昭和48年）初頭には空前の高値を付けるに至り、1000円銀貨については2万円を超える高値で取引されることもあった。しかし同年4月、物品税法改正により、銀品位92.5%以上、1万7000円以上の商品が課税対象となり1000円銀貨も対象となったため取引相場が急落した。それでも1980年（昭和55年）ごろまでは1万円前後の取引価格を維持していたが、次第に貨幣収集人口の減少に伴い記念貨幣に対する社会の関心も薄れ、下落の一途をたどりプレミアムは小さくなっている。それでも現在でも貨幣収集市場での取引価格は額面の1000円よりも確実に高い。

## オリンピック記念貨幣
世界初のオリンピック記念貨幣は、第15回大会の1952年ヘルシンキオリンピックを記念した500マルカ銀貨であり、1951年銘と1952年銘が発行されたが、発行枚数は少数にとどまるものであった。次は第18回東京オリンピックの本記念貨幣であり、これを嚆矢として第19回1968年メキシコシティーオリンピック（25ペソ銀貨）、第20回1972年ミュンヘンオリンピック（10マルク銀貨・6種）、第21回1976年モントリオールオリンピック（5ドル・10ドル銀貨・100ドル金貨・計28種）と相次いで多量の記念貨幣が発行され、収益の大会運営費への充当目的の発行が常態化していった。この背景には激増する大会の運営費用があり、また東京大会の記念貨幣の発行の成功によるところが大きいとされる。
冬季オリンピックでは1964年インスブルックオリンピック・1972年札幌オリンピック・1976年インスブルックオリンピックなど続けて記念貨幣が発行されている。その一方、1968年グルノーブルオリンピックでは記念貨幣が発行されず、現地の住民の間では大会の運営費用の穴埋めのため、また税金が高くなるとの嘆きの声が聞かれたという。

## 一覧
| 名称       | 図柄                                    | 製造期間                             | 発行開始日                 | 年銘     | 規定量目 | 直径    | 周囲     | 規定品位                  | 製造枚数     | 供試貨幣 | 発行枚数     |
| ---------- | --------------------------------------- | ------------------------------------ | -------------------------- | -------- | -------- | ------- | -------- | ------------------------- | ------------ | -------- | ------------ |
| 1000円銀貨 | 〈表〉富士山、桜 〈裏〉五輪マーク、桜   | 1964年（昭和39年） 8月5日 - 10月15日 | 1964年（昭和39年） 10月2日 | 昭和39年 | 20.00g   | 35.00mm | ギザあり | 銀92.5% 銅7.5%            | 1500万1516枚 | 1516枚   | 1500万1516枚 |
| 100円銀貨  | 〈表〉聖火台、五輪マーク 〈裏〉オリーブ | 1964年（昭和39年） 7月1日 - 12月28日 | 1964年（昭和39年） 9月21日 | 昭和39年 | 4.80g    | 22.60mm | ギザあり | 銀60.0% 銅30.0% 亜鉛10.0% | 8000万8056枚 | 8056枚   | 8000万8056枚 |